# Sucredwergmierpitta
De Sucredwergmierpitta (Grallaricula cumanensis) is een zangvogel uit de familie Grallariidae.

## Verspreiding en leefgebied
Deze soort is endemisch in het noordoosten van Venezuela en telt twee ondersoorten:
- G. c. cumanensis: Caripe-gebergte (grensgebied Monagas en Sucre).
- G. c. pariae: Paria-schiereiland (Sucre).

## Status
De grootte van de populatie is in 2021 geschat op 12.000-54.000 volwassen vogels. Het verspreidingsgebied is klein en aangenomen wordt dat de soort snel achteruitgaat door habitatverlies. Op de Rode lijst van de IUCN heeft deze soort daarom de status kwetsbaar.